# Ala-Suovesi
Ala-Suovesi eller Alasuovesi är en sjö i Finland. Den ligger i kommunen Ristijärvi i landskapet Kajanaland, i den centrala delen av landet, 500 km norr om huvudstaden Helsingfors. Ala-Suovesi ligger 184 meter över havet. Den är 12,8 meter djup. Arean är 26,4 hektar och strandlinjen är 2,86 kilometer lång. Sjön  ingår i Uleälvens huvudavrinningsområde. 